# 민희 (1614년)
민희(閔熙, 1614년~1687년)는 조선의 문신이다. 본관은 여흥(驪興). 자는 호여(皞如), 호는 설루(雪樓)·석호(石湖)이다. 남인의 거두이며 그 중 탁남의 핵심으로 허적, 권대운, 오시수, 목내선, 김덕원, 허목 등과 남인의 핵심 인물이었다.
1650년(효종 1)에 증광 문과에 을과로 급제하여 지평이 되고 정언, 필선, 보덕, 집의, 사간을 거쳐 현종 때 승지가 되고 경상도관찰사로 승진해서 다시 양주목사를 거쳐 바로 좌부승지가 되고 우승지로 승진했다. 이후 황해도관찰사로 외직에 나갔다가 이후 남인의 핵심인물이 되고 형조참판으로 승진하며 현종의 신임을 받아 남인의 거두로 성장하기 시작한다. 이후 전라도관찰사로 있다가 연이어 호조참판이 되고 1669년 즈음에 한성부판윤으로 정경의 반열에 올랐으며, 이후 관상감제조를 겸하다 공조판서와 형조판서를 거쳐 강화유수로 다시 외직에 나갔다가 한성부판윤이 되고 산릉도감제조를 겸한 뒤 숙종 초반기 남인이 집권하자 남인의 핵심인물로 성장, 허목, 허적, 윤휴, 권대운, 오시수, 김덕원, 목내선 등과 함께 송시열, 김수항 등을 밀어내고 바로 우참찬으로 승진, 대사헌을 거쳐 예조판서가 되고 판의금부사를 하다 바로 이조판서가 된다. 이후 우찬성으로 승진해 지경연사를 겸하다 다시 판의금부사를 거쳐 예조판서가 되고 수어사를 거쳐 우의정이 되고 곧 좌의정이 되었다. 경신환국 이후 지중추부사가 되었으나 이후 귀양을 갔다. 이후 위리안치되었다가 풀려나서 전리로 돌아갔다. 기사환국 후 신원되었다가 갑술환국 이후 삭탈되었으나 이후 최종적으로 순종 때 신원되었다. 시호는 문충(文忠)이다.